# 三好爽
三好 爽(みよし さわ、1996年12月6日 - ）は、日本の歌手、タレント、女優であり、グループ爽 with LiL★Aのメンバーである。本名は三好 爽愛称は爽。
大阪府出身。アッシュプロダクション所属。2002年、ダンスユニットパワフルエンジェルによりデビュー。2004年、ATCジュニアダンスコンテストでプリティー賞を受賞。

## 作品

### シングル
- Check it Rhythm（2013年）

## 出演

### テレビ
- 2006年、ゴリエ杯全日本チアダンス選手権 決勝大会出場：優勝 （フジテレビ）
- 2006年、ワンナイR&R （フジテレビ）
- 2007年、スリルな夜 子育ての天才 （フジテレビ）
- 2012年、しっとこ! （テレビ大阪）

### 舞台
- wnハムレット（2013年）出演・オフィーリア役

### CM
- ソニー社、製品meets EXTRA BASS ヘッドフォン女子47 meets EXTRA BASS 大阪代表（2012年）